# Ivano Marescotti
Ivano Marescotti (Bagnacavallo, 4 de febrero de 1946 - Rávena, 26 de marzo de 2023) fue un actor, director de escena y dramaturgo italiano.

## Biografía
Nació en una familia campesina, de Amleto, partisano antifascista, y Speranza. Antes de dedicarse al mundo de la actuación, trabajó como empleado en el Departamento de urbanismo del Ayuntamiento de Rávena durante diez años. Comenzó su carrera de actor a los 35 años, primero en obras teatrales locales de aficionados y después en algunas grandes compañías escénicas.
Tras interpretar pequeños papeles cinematográficos, Marescotti obtuvo su papel revelación en 1991, en la comedia de Silvio Soldini L'aria serena dell'ovest. A partir de entonces, Marescotti apareció en más de cincuenta películas, normalmente en papeles secundarios; se consolidó como uno de los actores de carácter más activos del cine italiano de los años 90 y 2000, trabajando con directores como Roberto Benigni, Marco Risi, Pupi Avati, Sandro Baldoni, Maurizio Nichetti, Carlo Mazzacurati o Antonello Grimaldi. Participó asimismo en varias producciones internacionales, bajo la dirección de Klaus Maria Brandauer, Anthony Minghella, Ridley Scott, Antoine Fuqua y John Irvin. Paralelamente a su actividad cinematográfica, actuó en muchas series de televisión. En 2004 ganó el Nastro d'argento por el cortometraje Assicurazione sulla vita.
A partir de 1993, se dedicó al estudio y la recuperación del dialecto romañol.
También fue activo en política: en 2007 fue elegido miembro de la asamblea constituyente regional del Partido Democrático en Emilia-Romaña, mientras que en 2014 se postuló para las elecciones al Parlamento Europeo con la lista La Otra Europa con Tsipras.
Se casó tres veces. De su primer matrimonio nació Mattia, quien murió de cáncer cuando solo tenía 44 años. Posteriormente se casó con la griega Ifigenia Faye Kanarà, que fue su colaboradora de teatro; de esta unión nació Iliade, en 2003. Finalmente, en 2022 contrajo matrimonio con Erika Leonelli, su antigua alumna en el TAM, la escuela de teatro fundada por el mismo Marescotti.
Falleció por un cáncer a los 77 años.

## Filmografía

### Cine
- Ladies & Gentlemen, de Tonino Pulci (1984)
- La cintura, de Giuliana Gamba (1989)
- L'aria serena dell'ovest, de Silvio Soldini (1989)
- Il portaborse, de Daniele Luchetti (1991)
- Notte di stelle, de Luigi Faccini (1991)
- Il caso Martello, de Guido Chiesa (1991)
- Il muro di gomma, de Marco Risi (1991)
- La domenica specialmente, de Marco Tullio Giordana, ep. La neve sul fuoco (1991)
- Johnny Stecchino, de Roberto Benigni (1991)
- Il richiamo, de Claudio Bondi (1992)
- Prova di memoria, de Marcello Aliprandi (1992)
- Quattro figli unici, de Fulvio Wetzl (1992)
- Gangsters, de Massimo Guglielmi (1992)
- Tra due risvegli, de Amedeo Fago (1993)
- Da qualche parte in città, de Michele Sordillo (1993)
- I pavoni, de Luciano Manuzzi (1994)
- Strane storie - Racconti di fine secolo, de Sandro Baldoni (1994)
- El monstruo (Il mostro), de Roberto Benigni (1994)
- Mario e il mago (Mario und der zauberer), de Klaus Maria Brandauer (1994)
- Italia Village, de Giancarlo Planta (1994)
- Dichiarazioni d'amore, de Pupi Avati (1994)
- Pasolini, un delito italiano (Pasolini, un delitto italiano), de Marco Tullio Giordana (1995)
- A Dio piacendo, de Filippo Altadonna (1995)
- Italiani, de Maurizio Ponzi (1995)
- Il cielo è sempre più blu, de Antonello Grimaldi (1995)
- Jack Frusciante è uscito dal gruppo, de Enza Negroni (1996)
- Vesna va veloce, de Carlo Mazzacurati (1996)
- Luna e l'altra, de Maurizio Nichetti (1996)
- Acquario, de Michele Sordillo (1996)
- Messaggi quasi segreti, de Valerio Jalongo (1996)
- Sorrisi asmatici - Fiori del destino, de Tonino De Bernardi (1997)
- Consigli per gli acquisti, de Sandro Baldoni (1997)
- Asini, de Antonello Grimaldi (1999)
- 20 - Venti, de Marco Pozzi (1999)
- El talento de Mr. Ripley/El talentoso Sr. Ripley (The Talented Mr. Ripley), de Anthony Minghella (1999)
- La lingua del santo, de Carlo Mazzacurati (2000)
- Come si fa un Martini, de Kiko Stella (2001)
- Un delitto impossibile, de Antonello Grimaldi (2001)
- Hannibal, de Ridley Scott (2001)
- Brazilero, de Sotiris Goritsas (2001)
- La leggenda di Al, John e Jack, de Aldo, Giovanni & Giacomo y Massimo Venier (2002)
- Sei come sei, de Massimo Cappelli (2003)
- Bérbablù, de Luisa Pretolani e Massimiliano Valli (2004)
- Il vento, di sera, de Andrea Adriatico (2004)
- El rey Arturo (King Arthur), de Antoine Fuqua (2004)
- The Moon and the Stars, de John Irvin (2007)
- Italian Dream, de Sandro Baldoni (2007)
- La giusta distanza, de Carlo Mazzacurati (2007)
- Lezioni di cioccolato, de Claudio Cupellini (2007)
- Albakiara - Il película, de Stefano Salvati (2008)
- Questo piccolo grande amore, de Riccardo Donna (2009)
- Cado dalle nubi, de Gennaro Nunziante (2009)
- Che bella giornata, de Gennaro Nunziante (2011)
- La vida fácil (La vita facile), de Lucio Pellegrini (2011)
- Vacanze di Natale a Cortina, de Neri Parenti (2011)
- All'ultima spiaggia, de Gianluca Ansanelli (2012)
- Loro chi?, de Francesco Miccichè y Fabio Bonifacci (2015)
- Nobili bugie, de Antonio Pisu (2016)
- Il crimine non va in pensione, de Fabio Fulco (2017)
- Lovers - Piccolo película sull'amore, de Matteo Vicino (2017)
- A casa tutti bene, de Gabriele Muccino (2018)
- Un figlio a tutti i costi, de Fabio Gravina (2018)
- Oscar alla lezione, de Marco Serra Degani (2018)
- Michelangelo - Infinito, de Emanuele Imbucci (2018)
- Bentornato Presidente, de Giancarlo Fontana y Giuseppe Stasi (2019)
- Restiamo amici, de Antonello Grimaldi (2019)
- Bar Giuseppe, de Giulio Base (2019)
- Il Conte Magico, de Marco Melluso y Diego Schiavo (2019)
- Free - Liberi, de Fabrizio Maria Cortese (2021)
- Criminali si diventa, de Luca Trovellesi Cesana y Alessandro Tarabelli (2021)

### Televisión
- La neve nel bicchiere – serie de televisión (1984)
- Verkaufte Heimat – serie de televisión (1989)
- La piovra 6 - L'ultimo segreto, de Luigi Perelli – miniserie de televisión (1992)
- La piovra – serie de televisión, 6 episodi (1992)
- Una vita in gioco – serie de televisión (1992)
- El joven Mussolini (Il giovane Mussolini) – serie de televisión (1992)
- Piazza di Spagna, de Florestano Vancini – miniserie de televisión (1992)}}
- Le château des oliviers, de Nicolas Gessner – miniserie de televisión (1993)
- I ragazzi del muretto – serie de televisión (1993)
- Ci sarà un giorno - Il giovane Pertini, de Franco Rossi – telefilm (1993)
- Il mastino – serie de televisión (1997)
- Lui e lei – serie de televisión, episodio Il violino (1999)
- E poi c'è Filippo – serie de televisión (2006)
- Raccontami – serie de televisión (2006)
- Cuore di ghiaccio – telefilm (2006)
- Chiara e Francesco – miniserie de televisión (2007)
- Il Pirata - Marco Pantani – telefilm (2007)
- Nebbie e delitti 2 – serie de televisión (2007)
- Raccontami Capitolo II – serie de televisión (2008)
- Codice Aurora, de Paolo Bianchini – telefilm (2008)
- I liceali – serie de televisión (2008-2011)
- Un medico in famiglia – serie de televisión (2013)
- Una buona stagione, de Gianni Lepre – miniserie de televisión (2014)
- Il restauratore (serie televisiva) – serie de televisión (2014)
- L'Oriana – serie de televisión (2015)
- Che Dio ci aiuti – serie de televisión (2014)
- Il bosco – serie de televisión (2015)
- Meraviglie - La penisola dei tesori - documental (en el papel de Andrea Palladio) (2018)
- Stanotte a Pompei - documental (en el papel de Plinio el Viejo) (2018)
- Don Matteo – serie de televisión, episodio 11x22 (2018)
- Din Don - Il ritorno, de Paolo Geremei – telefilm (2019)
- Màkari, de Michele Soavi – serie de televisión, episodio 1x02 (2021)

### Cortometrajes
- Il sorvegliante, de Francesca Frangipane (1993)
- Clinicamente fabbro, de Matteo Pellegrini (1997)
- Tourbillon, de Matteo Pellegrini (1997)
- Prima della fucilazione, regia Salvatore Mereu (1997)
- Pensaci, de Dario Barezzi (1998)
- La firma, de Stefano Landini (1998)
- Assicurazione sulla vita di Tommaso Cariboni y Augusto Modigliani
- Il mio ultimo giorno di guerra, de Matteo Tondini (2008)
- Ulisse Futura, de Enrico Masi y Stefano Croci (2011)
- Fine settembre, de Alessandro Tamburini (2011)
- Serenata, de Daniele Zanzari (2013)
- Sòle in casa, dirigido por los estudiantes del curso de dirección de Fulvio Wetzl (2014)

## Teatro
- Il labirinto (Armand Gatti), de Armand Gatti (1982)
- Bertoldo (Giulio Cesare Croce), de Lorenza Codignola (1983-84)
- Faust di Copenaghen (Elio Pagliarani), de Luigi Gozzi (1984)
- Il genio (Damiano Damiani y Raffaele La Capria), de Giorgio Albertazzi (1984-85)
- Hamlet de William Shakespeare (II edición), de Leo de Berardinis (1985)
- La tempestad de William Shakespeare (I y II edición), de Leo de Berardinis (1986-87)
- Novecento e mille, texto y dirección de Leo de Berardinis (1986-87)
- Delirio, texto y dirección de Leo de Berardinis (1987)
- La señorita Else (Arthur Schnitzler), de Thierry Salmon (1987-88)
- L'alba sotto casa Steinberg (Alfonso Santagata), de Alfonso Santagata (1988)
- Teresa non sparare (Charles Durang), de Giuseppe Cederna (1989)
- Woyzeck (Georg Büchner), de Mario Martone (1989)
- Amleto (William Shakespeare), de Carlo Cecchi (1989-90)
- Zitti tutti (Raffaello Baldini), de Marco Martinelli (1993-95)
- Vizio di famiglia (Edoardo Erba), de Giampiero Solari (1995-96)
- Furastir (Raffaello Baldini), de Marco Martinelli (1996)
- I cani di Gerusalemme (Fabio Carpi y Luigi Malerba), de R. Cara y L. Quintavalla (1997)
- Dante, un patàca! (Ivano Marescotti), de Bruno Stori (1997-99)
- Carta Canta (Raffaello Baldini), de Giorgio Gallione (1998)
- Pinocchia (Stefano Benni), de Giorgio Gallione (2000)
- Don Camillo y Peppone (Giovannino Guareschi), de Lorenzo Salveti (2001-03)
- Bagnacavàl (Ivano Marescotti), de Elena Bucci (2002-03)
- Bellissima Maria (Roberto Cavosi), de Sergio Fantoni (2002-03)
- Il silenzio Anatomico (Raffaello Baldini), de Ivano Marescotti (2003)
- Babe-lè (Ivano Marescotti, Luca Bottura, Simone Bedetti), de Ivano Marescotti (2004)
- Iter (caména, caména) (Ivano Marescotti), de Ivano Marescotti (2005)
- Pedro y el lobo (de Serguéi Prokófiev), de Ivano Marescotti (2007)
- Il migliore dei mondi possibili, de y con Elena Bucci (2008)
- Metal detector (F. Gabellini), de Ivano Marescotti (2009-11)
- La Fondazione (Raffaello Baldini), de Valerio Binasco (Bolonia 2012-16)
- Bestiale quel giro d'Italia (Maurizio Garuti), de Ivano Marescotti (2014-16)
- Chi non lavora non mangia, de y con Ivano Marescotti (2015-16)
- Linguàza (vinart), de y con Ivano Marescotti (2003-2015)
- Recital, de y con Ivano Marescotti (1992-2016)
- Da Rimini al mondo: il viaggio di Federico Fellini e Tonino Guerra, de y con Ivano Marescotti (2020)

## Obras literarias
- VV. AA. (2003), Dal grande fiume al mare, Bolonia: Pendragon.
- (2019), Fatti veri. Racconti autobiografici, Turín: Whitefly Press.

## Audiolibros
- con Rigel Bellombra (2021), Fuoriclasse. Poesie e canzoni per bimbi, Chieti: Ed. Il Viandante.